# Sera (Stausee)
Der Sera ist ein Stausee im Schweizer Kanton Wallis. Er liegt im Zwischbergental auf 1273 m ü. M.

## Geographie
Der Sera liegt im Gebiet der Gemeinde Zwischbergen im Zwischbergental. Das Wasser des Sera fliesst via Grossus Wasser, die Doveria, die Tosa, den Tessin und den Po in die Adria. Das Wasser des Sera wird im 3,5 km talwärts liegenden Kraftwerk Gondo (46° 11′ 46″ N 008° 09′ 02″ E) turbiniert und fliesst anschliessend in die Doveria.
Gespiesen wird der Stausee vom Zwischbergenbach, der seinerseits das Wasser aus dem Fa-Stausee bekommt. Die neue Staumauer des Sera Sees wurde von der lokalen Baufirma Zenklusen gebaut. 2,5 km nordöstlich des Stausees befindet sich die Goldmine Gondo.
Mit einem Patent darf im See gefischt werden. In den Sommermonaten bedient ein Postauto das Zwischbergental und fährt bis zum See.